# Scoloplax distolothrix
Scoloplax distolothrix är en fiskart som beskrevs av Schaefer, Weitzman och Britski, 1989. Scoloplax distolothrix ingår i släktet Scoloplax och familjen Scoloplacidae. Inga underarter finns listade i Catalogue of Life.